# Badminton-Weltmeisterschaft 2017
Die Badminton-Weltmeisterschaft 2017 fand vom 21. bis zum 27. August 2017 in Glasgow, Schottland, statt. Glasgow richtete nach 1997 zum zweiten Mal die Weltmeisterschaft aus. Es war die 23. Austragung einer Badminton-Weltmeisterschaft des Weltverbandes BWF.

## Vergabe der Veranstaltung
Die Vergabe der Veranstaltung erfolgte am 14. November 2014 in Lima. Bei derselben Veranstaltung wurden auch der Sudirman Cup 2017 (nach Gold Coast) vergeben. Lima wurde ebenso als Ausrichter für die Badminton-Juniorenweltmeisterschaft 2015 bestätigt.

## Sieger und Platzierte
| Disziplin    | Gold                          | Silber                            | Bronze                                  |
| ------------ | ----------------------------- | --------------------------------- | --------------------------------------- |
| Herreneinzel | Viktor Axelsen                | Lin Dan                           | Son Wan-ho                              |
| Herreneinzel | Viktor Axelsen                | Lin Dan                           | Chen Long                               |
| Dameneinzel  | Nozomi Okuhara                | P. V. Sindhu                      | Chen Yufei                              |
| Dameneinzel  | Nozomi Okuhara                | P. V. Sindhu                      | Saina Nehwal                            |
| Herrendoppel | Liu Cheng Zhang Nan           | Mohammad Ahsan Rian Agung Saputro | Takeshi Kamura Keigo Sonoda             |
| Herrendoppel | Liu Cheng Zhang Nan           | Mohammad Ahsan Rian Agung Saputro | Chai Biao Hong Wei                      |
| Damendoppel  | Chen Qingchen Jia Yifan       | Yuki Fukushima Sayaka Hirota      | Misaki Matsutomo Ayaka Takahashi        |
| Damendoppel  | Chen Qingchen Jia Yifan       | Yuki Fukushima Sayaka Hirota      | Kamilla Rytter Juhl Christinna Pedersen |
| Mixed        | Tontowi Ahmad Liliyana Natsir | Zheng Siwei Chen Qingchen         | Chris Adcock Gabrielle Adcock           |
| Mixed        | Tontowi Ahmad Liliyana Natsir | Zheng Siwei Chen Qingchen         | Lee Chun Hei Chau Hoi Wah               |

## Medaillenspiegel
| Platz | Land                | Gold | Silber | Bronze | Gesamt |
| ----- | ------------------- | ---- | ------ | ------ | ------ |
| 1     | Volksrepublik China | 2    | 2      | 3      | 7      |
| 2     | Japan               | 1    | 1      | 2      | 4      |
| 3     | Indonesien          | 1    | 1      | 0      | 2      |
| 4     | Dänemark            | 1    | 0      | 1      | 2      |
| 5     | Indien              | 0    | 1      | 1      | 2      |
| 6     | England             | 0    | 0      | 1      | 1      |
| 6     | Hongkong            | 0    | 0      | 1      | 1      |
| 6     | Südkorea            | 0    | 0      | 1      | 1      |
| Total | Total               | 5    | 5      | 10     | 20     |